# Kanton Pierrefort
Der Kanton Pierrefort war bis 2015 ein französischer Wahlkreis im Département Cantal und in der damaligen Region Auvergne. Er umfasste elf Gemeinden im Arrondissement Saint-Flour; sein Hauptort (frz.: chef-lieu) war Pierrefort. Die landesweiten Änderungen in der Zusammensetzung der Kantone brachten im März 2015 seine Auflösung. Vertreter im conseil général des Départements war zuletzt von 1988 bis 2015 Louis Galtier.

## Gemeinden
| Gemeinde                    | Einwohner Jahr | Fläche km² | Bevölkerungsdichte | Code INSEE | Postleitzahl |
| --------------------------- | -------------- | ---------- | ------------------ | ---------- | ------------ |
| Brezons                     | 197 (2013)     | –          | – Einw./km²        | 15026      | 15230        |
| Cézens                      | 226 (2013)     | –          | – Einw./km²        | 15033      | 15230        |
| Gourdièges                  | 56 (2013)      | –          | – Einw./km²        | 15077      | 15230        |
| Lacapelle-Barrès            | 60 (2013)      | –          | – Einw./km²        | 15086      | 15230        |
| Malbo                       | 106 (2013)     | –          | – Einw./km²        | 15112      | 15230        |
| Narnhac                     | 74 (2013)      | –          | – Einw./km²        | 15139      | 15230        |
| Oradour                     | 254 (2013)     | –          | – Einw./km²        | 15145      | 15260        |
| Paulhenc                    | 241 (2013)     | –          | – Einw./km²        | 15149      | 15230        |
| Pierrefort                  | 914 (2013)     | –          | – Einw./km²        | 15152      | 15230        |
| Sainte-Marie                | 108 (2013)     | –          | – Einw./km²        | 15198      | 15230        |
| Saint-Martin-sous-Vigouroux | 248 (2013)     | –          | – Einw./km²        | 15201      | 15230        |